# Impuesto regresivo
Un impuesto regresivo es aquel que capta una tasa menor a medida que el ingreso aumenta. "Regresivo" describe un efecto de la distribución del ingreso o el gasto, refiriéndose a la forma en que aumenta de lo más alto a lo más bajo, de forma tal que la tasa tributaria promedio excede la tasa tributaria marginal. En términos del ingreso individual y la riqueza, un impuesto regresivo impone una carga más grande (con relación a sus recursos) a los pobres que a los ricos. Es decir, hay una relación inversa entre la tasa tributaria y la capacidad de pago del contribuyente, evaluada por activos, ingresos, o gastos.
La regresividad de un impuesto puede depender también de la tendencia de los contribuyentes a dedicarse a la actividad gravada relacionada con sus recursos (demografía del impuesto base). En otras palabras, si la actividad gravada es más probable que sea ejecutada por personas pobres y menos probable que sea ejecutada por ricos, el impuesto puede considerarse regresivo, por más que la alícuota sea la misma para todos. Para medir el efecto, se debe considerar la elasticidad del ingreso del bien gravado y el efecto sustitución del ingreso. Esta medición se puede aplicar a impuestos individuales o a un sistema de impuestos como un todo, por año, por varios años, o por todo el tiempo de vida.
Lo contrario a un impuesto regresivo es el impuesto progresivo, en el cual el tipo impositivo incrementa a medida que la cantidad sujeta al impuesto aumenta. Un término medio de estos conceptos es el impuesto proporcional, donde el tipo impositivo es fijo a medida que la cantidad sujeta al impuesto aumenta.